# 러시아 대외정보국
러시아 대외정보국(러시아어: Слу́жба вне́шней разве́дки, СВР, SVR)은 러시아 연방의 대외정보 수집을 담당하는 정보 기관이다. 본부는 모스크바에 있으며, 러시아 연방 내 정보수집을 맡는 연방보안국과 더불어 러시아 연방의 양대 정보기관으로 알려져 있다.

## 배경
소비에트 사회주의 공화국 연방이 해체된 이후 소비에트 사회주의 공화국 연방의 정보 수집을 담당하던 국가보안위원회가 해체되자, 러시아 연방은 국가보안위원회를 대체할 만한 새로운 정보기관인 러시아 연방보안국과 러시아 연방 해외정보원을 만들었다. 소련 시절 해외 첩보를 담당하던 소비에트 사회주의 공화국 연방 국가보안위원회 1본부(Первое главное управление, ПГУ)와 중앙첩보국(Центральная служба разведки, ЦСР)을 기반으로 1991년 12월 18일 지금의 러시아 연방 대외정보국이 탄생하였다.

## 역대 원장
- 예브게니 프리마코프 (1991년-1996년)
- 뱌체슬라프 트루브니코프 (1996년-2000년)
- 세르게이 레베데프 (2000년-2007년)
- 미하일 프랏코프 (2007년- 2016년)
- 세르게이 나리슈킨 (2016년- )

## 같이 보기
- 코지 베어
- 중앙정보국
- 러시아 연방보안국
- 러시아 정보총국